# Вулиця Словацького (Кременець)
Ву́лиця Слова́цького — одна з центральних вулиць у місті Кременець, Тернопільської області. Вулиця бере свій початок від вулиці Шевченка і прямує до провулку Ботанічного та утворює перехрестя з вулицями Коцюбинського, Ліцейною. Прилучаються вулиці Драгоманова, Чернихівського і Медова та провулок Словацького. 

## Забудова
№ 2. — редакція кременецької щотижневої газети «Діалог».
№ 6. — Управління праці та соціального захисту населення Кременецької РДА.
№ 6а. — Кременецька місцева прокуратура.
№ 12. — Кременецьке медичне училище імені Арсена Річинського.
№ 16. — колишня садиба Теодора Янушевського — діда польського поета Юліуша Словацького по матері. Садиба споруджена наприкінці XVIII століття стилі провінційного класицизму. Певний час її власником був професор риторики та поетики Волинського ліцею Евзебіуш Словацький. У цьому будинку 4 вересня 1809 року народився класик польської літератури, поет-романтик і драматург Юліуш Словацький та провів свої дитячі і юнацькі роки. За радянських часів в порожньому будинку розмістили міську бібліотеку імені Ю. Словацького. 1969 року на подвір'ї музею було встановлено мармурове погруддя Юліуша Словацького (скульптор Василь Бородай). За часів незалежної України проведено реставраційні роботи. У травні 2001 року заснований і 2004 року в колишній садибі відкрився Кременецький літературно-меморіальний музей Юліуша Словацького., а бібліотеку перенесено в будинок на вулиці Шевченка, 18.